# Castrul roman de la Zăvoi
Castrul roman este situat pe teritoriul localității Zăvoi, județul Caraș-Severin. Castrul se află în imediata apropiere a cimitirului din sat. Se presupune că numele castrului era Agnaviae.